# Creu de terme de Sant Llorenç Savall
La Creu de terme de Sant Llorenç Savall o Creu del Calvari és una creu de terme del municipi de Sant Llorenç Savall (Vallès Occidental) declarada bé cultural d'interès nacional.

## Descripció
La creu del Calvari, o de l'era del "Co", està realitzada amb pedra. Formen la base tres blocs de pedra; sobre aquesta base un plint de base octogonal suporta la columna de forma prismàtica (amb vuit cares). D'allà arrenca un petit prisma octogonal, a manera de capitell, esculpit en totes les seves cares amb imatges de Sants (Sant Jordi, Sant Jaume, etc.), aquests estan representats dempeus i sota arcuacions i separats els uns dels altres mitjançant columnes. Sobre aquest hi ha la creu de pedra, de petites dimensions.

## Història
Aquesta creu de terme en un principi havia quedat inscrita en l'interior del jardí dels habitatges que s'havien construït a finals del segle xx. Uns anys després, la creu es va traslladar uns metres, quedant fora del jardí, i es va col·locar al seu lloc la petita creu de pedra.